# Néris-les-Bains
Néris-les-Bains – miejscowość i gmina we Francji, w regionie Owernia-Rodan-Alpy, w departamencie Allier.

## Demografia
Według danych na rok 1990 gminę zamieszkiwało 2831 osób, a gęstość zaludnienia wynosiła 85 osób/km². W styczniu 2015 r. Néris-les-Bains zamieszkiwało 2685 osób, przy gęstości zaludnienia wynoszącej 80,6 osób/km².